# Metacharis nicaste
Metacharis nicaste är en fjärilsart som beskrevs av Herrich-Schäffer 1853. Metacharis nicaste ingår i släktet Metacharis och familjen Riodinidae. Inga underarter finns listade i Catalogue of Life.